# Campeonato Húngaro de Futebol de 1945
O Campeonato Húngaro de Futebol de 1945, denominada oficialmente de Nemzeti Bajnokság I 1945, foi a 42ª edição da competição máxima do futebol húngaro. O campeão foi o Újpest que conquistou seu 6º título húngaro. O artilheiro do torneio foi Gyula Zsengellér do Újpesti com 36 gols.

## Classificação
| Pos. | Equipes        | Pts | J  | V  | E | D  | GP  | GC  | SG   | Classificação ou Rebaixamento               |
| ---- | -------------- | --- | -- | -- | - | -- | --- | --- | ---- | ------------------------------------------- |
| 1    | Újpest         | 37  | 22 | 18 | 1 | 3  | 125 | 27  | 98   | Campeão                                     |
| 2    | Ferencváros    | 34  | 22 | 16 | 2 | 4  | 87  | 18  | 79   |                                             |
| 3    | Csepel         | 32  | 22 | 15 | 2 | 5  | 91  | 41  | 50   |                                             |
| 4    | Kispest        | 30  | 22 | 14 | 2 | 6  | 74  | 55  | 19   |                                             |
| 5    | Vasas          | 27  | 22 | 10 | 7 | 5  | 69  | 38  | 31   |                                             |
| 6    | MTK            | 25  | 22 | 11 | 3 | 8  | 53  | 51  | 2    |                                             |
| 7    | Erzsébeti MTK  | 21  | 22 | 10 | 1 | 11 | 54  | 48  | 6    |                                             |
| 8    | Budai Barátság | 20  | 22 | 9  | 2 | 11 | 47  | 58  | –11  |                                             |
| 9    | Zuglói MADISZ  | 18  | 22 | 7  | 4 | 13 | 55  | 64  | –9   |                                             |
| 10   | MÁVAG          | 9   | 22 | 4  | 1 | 17 | 29  | 82  | –53  | Zona de rebaixamento à Nemzeti Bajnokság II |
| 11   | Ganz           | 6   | 22 | 2  | 2 | 18 | 26  | 123 | –97  | Zona de rebaixamento à Nemzeti Bajnokság II |
| 12   | Nemzeti        | 5   | 22 | 2  | 1 | 19 | 16  | 121 | –105 | Zona de rebaixamento à Nemzeti Bajnokság II |

## Premiação
| Campeonato Húngaro de 1945 |
| Hungria                    |
| -------------------------- |
| ÚJPEST Campeão (6º título) |

## Artilheiros
| Pos. | Jogador           | Equipe      | Gols |
| ---- | ----------------- | ----------- | ---- |
| 1    | Gyula Zsengellér  | Újpest      | 36   |
| 2    | Mihály Keszthelyi | Csepel      | 35   |
| 2    | Ferenc Szusza     | Újpest      | 35   |
| 4    | István Mike Mayer | Ferencváros | 28   |
| 5    | József Mészáros   | Kispest     | 23   |
| 6    | Rudolf Illovszky  | Vasas       | 19   |
| 6    | László Kubala     | Ferencváros | 19   |
| 8    | Lajos Várnai      | Újpest      | 17   |
| 9    | György Sárosi     | Ferencváros | 16   |
| 10   | Jenő Bosánszky    | MTK         | 14   |